# Adobe PageMaker
PageMaker — первая настольная издательская система, выпущенная в 1985 году компанией Aldus Corporation первоначально для персонального компьютера Apple Macintosh, а затем в 1987 году и для персонального компьютера PC с Microsoft Windows 1.0.

## История
Ранние версии PageMaker для Windows поставлялись с «runtime»-копией Windows (без возможности переключаться между задачами), позволявшей пользователям, не имевшим установленной системы Windows, запускать продукт из среды MS-DOS.
PageMaker базировался на языке описания страницы PostScript, приобретённом в 1994 Adobe Systems вместе с компанией Aldus.
Последняя версия PageMaker 7.0 была выпущена 9 июля 2001 года. С тех пор выходили лишь обновления для двух поддерживаемых платформ.
В 2004 году Adobe объявила, что разработка PageMaker прекращена, однако компания будет продолжать продавать и поддерживать продукт. В качестве продукта-преемника был выпущен Adobe InDesign.
Версия для Macintosh запускается только в среде Mac OS 9.1 или более ранней и не поддерживается «родным» режимом Mac OS X (только эмуляцией Classic) и не запускается на компьютерах Macintosh с процессорами Intel, поскольку для них не реализована эмуляция Classic.
Версия PageMaker для Windows поддерживается Windows XP, но согласно заявлениям Adobe, «PageMaker 7.x не устанавливается и не запускается под управлением ОС Windows Vista», хотя PageMaker 6.5 работает под управлением более новых версий Windows (до Windows Vista).
Однако фактически имеется возможность установить и запустить PageMaker версий 6.5 и 7.0 на любой версии Windows, вплоть до Windows 10.

### Улучшения в версии PageMaker 7.0
- Поддержка печати переменных данных.
- Улучшен модуль экспорта в формат PDF, добавлена поддержка Adobe Acrobat 5.0; добавлен модуль импорта файлов PDF.
- Поддерживается импорт файлов Photoshop и Illustrator.
- Расширены возможности импорта и экспорта файлов Microsoft Office.
- Обновлены утилиты конвертирования файлов QuarkXPress 3.3—4.1 и Microsoft Publisher 95—2000 в формат PageMaker.